# Louis-Rodolphe de Brunswick-Wolfenbüttel
Louis-Rodolphe (22 juillet 1671, Wolfenbüttel – 1er mars 1735, Brunswick) est duc de Brunswick-Lunebourg et prince de Wolfenbüttel de 1731 à sa mort. Il est aussi le premier prince de Blankenburg, après que l'ancien comté fut élevé en principauté en 1707.

## Biographie
Louis-Rodolphe est le deuxième fils du duc Antoine-Ulrich de Brunswick-Wolfenbüttel et d'Élisabeth-Julienne de Schleswig-Holstein-Sonderbourg-Norbourg. Le jeune homme s'intéresse aux sciences et à l'armée. Déjà en 1690, il est soldat de l'empereur Léopold Ier au rang de major général. Dans la bataille de Fleurus, il fut battu et capturé par les forces de Louis XIV. Une fois libéré, son père lui donna le comté de Blankenburg.
En 1707, au cours des fiançailles de sa fille, Élisabeth-Christine, avec le futur empereur Charles VI, Louis-Rodolphe a obtenu le titre de prince de Blankenburg. Néanmoins, il fut également convenu qu'il n'a obtenu aucune voix autonome au conseil de princes de la Diète d'Empire. Devenue reine (titulaire d'Espagne), Elisabeth-Christine assume la régence pour son mari dont les troupes combattent celles de Philippe de France, autre prétendant au trône Espagnol. En 1711, son mari est élu empereur germanique. Devenu trop puissant aux yeux des cours européennes, il doit renoncer au trône espagnol mais obtient les Pays-Bas, le royaume de Naples et la Sardaigne. Le brillant mariage d'Elisabeth-Christine provoque ceux de ses sœurs et de ses nièces : en 1711 sa sœur Charlotte-Christine épouse le  tsarevitch. Elle sera la mère du tsar Pierre II de Russie. En 1733, sa nièce et filleule Élisabeth-Christine de Brunswick-Wolfenbüttel-Bevern épouse le prince héritier Frédéric de Prusse. Mariages brillants mais qui ne seront ni heureux ni féconds.
Louis-Rodolphe de Brunswick succède à son frère Auguste-Guillaume à la tête du Wolfenbüttel en 1731. Le comté de Blankenburg est dès lors gouverné en union personnelle avec cette principauté jusqu'en 1815. Comme Louis-Rodolphe ne laisse pas de fils, c'est son cousin et gendre Ferdinand-Albert qui lui succède.

## Descendance
Louis-Rodolphe épouse en 1690 Christine-Louise (1671-1747), fille du comte Albert-Ernest Ier d'Oettingen-Oettingen. Ils ont trois filles :
- Élisabeth-Christine (1691-1750), épouse en 1708 le futur empereur Charles VI (1685-1740) alors roi titulaire d'Espagne ;
- Charlotte-Christine (1694-1715), épouse en 1711 le tsarévitch Alexis Petrovitch (+1718) ;
- Antoinette (1696-1762), épouse en 1712 le duc Ferdinand-Albert II de Brunswick-Lunebourg.